# Список Героев Социалистического Труда (Ростовская область)

Список граждан Ростовской области, удостоенных звания Герой Социалистического Труда.

## История
Первыми награждёнными этим званием 5 ноября 1943 года стала группа работников, включающая Безуглова, Гарцуева, Котенко, Мазурова.
Последним награждённым званием Героя Социалистического Труда 25 марта 1991 года стал Калиненко, Иван Григорьевич.

## Награждённые
Представлены все лица, в том числе удостоенные звания несколько раз.
| №   | Фамилия, Имя Отчество                | Годы жизни | Год награждения |
| --- | ------------------------------------ | ---------- | --------------- |
| 1   | Авдеенко, Михаил Ильич               | 1933-2016  | 1981            |
| 2   | Агафонов, Григорий Михайлович        | 1912-2001  | 1952            |
| 3   | Агибалов, Василий Осипович           | 1914-1999  | 1948            |
| 4   | Аладьин, Иван Маркиянович            | 1905-1974  | 1959            |
| 5   | Александров, Николай Александрович   | 1922-1990  | 1952            |
| 6   | Ангельев, Дмитрий Дмитриевич         | 1918-1985  | 1979            |
| 7   | Андреянченко, Иван Сергеевич         | 1926-1995  | 1959            |
| 8   | Андрианов, Илья Петрович             | 1895-1958  | 1948            |
| 9   | Антонов, Иван Михайлович             | 1924-2007  | 1981            |
| 10  | Асланова, Мария Илларионовна         | 1920-2014  | 1949            |
| 11  | Асташова, Прасковья Ананьевна        | 1929-1987  | 1966            |
| 12  | Афанасьев, Кирилл Петрович           | 1909-1996  | 1948            |
| 13  | Бабкин, Николай Никитович            | 1909-1981  | 1966            |
| 14  | Бабминдра, Пётр Константинович       | 1907-1984  | 1948            |
| 15  | Бараковский, Степан Семёнович        | 1914-?     | 1966            |
| 16  | Баранников, Виктор Дмитриевич        | 1942-?     | 1974            |
| 17  | Баранов, Павел Терентьевич           | 1929-2006  | 1981            |
| 18  | Бахмацкий, Василий Николаевич        | 1911-2004  | 1966            |
| 19  | Безуглов, Василий Тихонович          | 1908-1981  | 1943            |
| 20  | Белевцев, Тихон Николаевич           | 1900-1975  | 1948            |
| 21  | Беленко, Татьяна Никитична           | 1924-1986  | 1966            |
| 22  | Белицкий, Михаил Иванович            | 1928-1987  | 1960            |
| 23  | Белов, Андрей Васильевич             | 1928-2000  | 1971            |
| 24  | Белянский, Николай Петрович          | 1931-2009  | 1977            |
| 25  | Бердичевский, Георгий Александрович  | 1918-1978  | 1974            |
| 26  | Бермас, Виктор Кондратьевич          | 1927-2008  | 1971            |
| 27  | Беседин, Василий Степанович          | 1918-1989  | 1957            |
| 28  | Бирюков, Анатолий Илларионович       | 1929-2012  | 1966            |
| 29  | Блинова, Елена Даниловна             | 1902-1990  | 1966            |
| 30  | Бокова, Харитиния Алексеевна         | 1928-2022  | 1966            |
| 31  | Божулич, Дарья Владимировна          | 1907-1999  | 1949            |
| 32  | Бойко, Фёдор Антонович               | 1905-1966  | 1947            |
| 33  | Бондаревский, Иван Тихонович         | 1912-1982  | 1966            |
| 34  | Бондаренко, Иван Афанасьевич         | 1926-2009  | 1973            |
| 35  | Борзик, Вера Михайловна              | 1920-1990  | 1971            |
| 36  | Борисов, Юзик Иванович               | 1933-1999  | 1971            |
| 37  | Бородаев, Тихон Иванович             | 1923-1995  | 1966            |
| 38  | Бородин, Александр Иосифович         | 1916-1999  | 1952            |
| 39  | Бочкарев, Николай Васильевич         | 1932-2016  | 1974            |
| 40  | Бугаенко, Дмитрий Никитович          | 1930-2011  | 1973            |
| 41  | Бузуян, Константин Георгиевич        | 1911-?     | 1971            |
| 42  | Буравков, Юрий Александрович         | 1931-2017  | 1976            |
| 43  | Бурейко, Валентина Ивановна          | 1929-1998  | 1978            |
| 44  | Бурмистров, Александр Иванович       | 1929-2008  | 1957            |
| 45  | Буцулин, Николай Иосифович           | 1909-1993  | 1949            |
| 46  | Быкадоров, Яков Иванович             | 1925-2024  | 1974            |
| 47  | Былдин, Иван Фёдорович               | 1931-2000  | 1966            |
| 48  | Васильченко, Варфоломей Петрович     | 1901-1978  | 1951            |
| 49  | Васильченко, Георгий Андреевич       | 1915-1980  | 1952            |
| 50  | Васильченко, Филипп Трофимович       | 1910-?     | 1948            |
| 51  | Васюков, Иван Иосифович              | 1910-1988  | 1971            |
| 52  | Великанов, Иван Семёнович            | 1924-?     | 1957            |
| 53  | Веретенников, Николай Владимирович   | 1911-?     | 1948            |
| 54  | Весёлый, Иван Егорович               | 1934-?     | 1966            |
| 55  | Владимирова, Наталья Ефимовна        | 1916-2004  | 1949            |
| 56  | Воевода, Иван Афанасьевич            | 1929-2013  | 1971            |
| 57  | Волкова, Мария Сидоровна             | 1918-1997  | 1966            |
| 58  | Воронин, Василий Петрович            | 1931-2024  | 1976            |
| 59  | Воскобойник, Николай Николаевич      | 1937-1989  | 1971            |
| 60  | Гавриленко, Феодосия Петровна        | 1912-1999  | 1949            |
| 61  | Гавринев, Иван Леонтьевич            | 1926-?     | 1979            |
| 62  | Гайдук, Михаил Георгиевич            | 1926-2000  | 1973            |
| 63  | Ганоцкий, Леонид Александрович       | 1921-2000  | 1971            |
| 64  | Гарцуев, Павел Николаевич            | 1905-1969  | 1943            |
| 65  | Гаценко, Андрей Тихонович            | 1928-1987  | 1971            |
| 66  | Герасименко, Анастасия Андреевна     | 1907-1980  | 1949            |
| 67  | Глушич, Андрей Алексеевич            | 1927-2006  | 1966            |
| 68  | Головач, Пётр Васильевич             | 1913-1986  | 1966            |
| 69  | Гордиенко, Михаил Иванович           | 1921-1999  | 1966            |
| 70  | Горожаева, Раиса Фёдоровна           | 1928-2011  | 1973            |
| 71  | Григоренко, Надежда Ивановна         | 1917-2004  | 1960            |
| 72  | Гузенко, Василий Николаевич          | 1926-1995  | 1979            |
| 73  | Гунькин, Леонид Дмитриевич           | 1917-1956  | 1949            |
| 74  | Гусев, Иван Миронович                | 1913-1975  | 1957            |
| 75  | Дагаева, Елена Семёновна             | 1936-2017  | 1971            |
| 76  | Дедик, Антон Самойлович              | 1896-1969  | 1949            |
| 77  | Демаш, Афанасий Васильевич           | 1907-1995  | 1967            |
| 78  | Денисов, Григорий Тихонович          | 1915-1984  | 1952            |
| 79  | Денисова, Раиса Никифоровна          | 1926-2013  | 1966            |
| 80  | Драгалев, Георгий Георгиевич         | 1913-2006  | 1957            |
| 81  | Дробышева, Нина Сергеевна            | 1926-2009  | 1960            |
| 82  | Дудаль, Михаил Степанович            | 1934-1993  | 1971            |
| 83  | Духанин, Ефим Иванович               | 1905-1976  | 1948            |
| 84  | Дычинский, Цезарь Адольфович         | 1904-1998  | 1949            |
| 85  | Евдомашко, Виталий Александрович     | 1935-1992  | 1971            |
| 86  | Евко, Иван Романович                 | 1914-2005  | 1952            |
| 87  | Евстратов, Борис Васильевич          | 1895-1968  | 1948            |
| 88  | Елизарова, Зинаида Ивановна          | 1911-1983  | 1949            |
| 89  | Елисеева, Анна Фёдоровна             | 1915-2002  | 1949            |
| 90  | Енгалычев, Иван Сидорович            | 1931-?     | 1966            |
| 91  | Еременко, Зинаида Петровна           | 1936-2013  | 1984            |
| 92  | Есипенко, Илларион Тимофеевич        | 1894-1988  | 1949            |
| 93  | Ефимов, Дмитрий Васильевич           | 1925-1987  | 1971            |
| 94  | Жаворонков, Михаил Митрофанович      | 1926-1996  | 1966            |
| 95  | Жданов, Андрей Иванович              | 1905-1979  | 1949            |
| 96  | Жданов, Леонид Афанасьевич           | 1890-1974  | 1965            |
| 97  | Жилина, Татьяна Васильевна           | 1911-1974  | 1949            |
| 98  | Жуковец, Валентина Иосифовна         | 1929-2016  | 1976            |
| 99  | Журавлева, Наталья Гавриловна        | 1918-1994  | 1966            |
| 100 | Загребаев, Виктор Дмитриевич         | 1910-1993  | 1981            |
| 101 | Зайцев, Пётр Иванович                | 1926-2012  | 1973            |
| 102 | Захаров, Игнат Данилович             | 1913-1978  | 1966            |
| 103 | Захаров, Сергей Ефимович             | 1909-1973  | 1948            |
| 104 | Захарова, Нина Пантелеевна           | 1925-2005  | 1966            |
| 105 | Зимовец, Серафим Никитович           | 1905-1980  | 1949            |
| 106 | Зинченко, Борис Алексеевич           | 1924-2004  | 1988            |
| 107 | Зинченко, Пётр Евтеевич              | 1918-1992  | 1952            |
| 108 | Зинченко, Феодосья Яковлевна         | 1914-1961  | 1949            |
| 109 | Зубенко, Иван Егорович               | 1924-1994  | 1966            |
| 110 | Ивахненко, Надежда Васильевна        | 1929-1994? | 1981            |
| 111 | Ивонин, Иван Павлович                | 1907-1993  | 1948            |
| 112 | Калачев, Павел Иванович              | 1916-1990  | 1966            |
| 113 | Калиненко, Иван Григорьевич          | 1920-2000  | 1991            |
| 114 | Калиниченко, Борис Алексеевич        | 1925-2002  | 1971            |
| 115 | Калмыков, Пётр Васильевич            | 1885-1969  | 1949            |
| 116 | Каляев, Анатолий Васильевич          | 1922-2004  | 1986            |
| 117 | Канивец, Фёдор Яковлевич             | 1923-2004  | 1971            |
| 118 | Карахотин, Филипп Родионович         | 1904-1964  | 1948            |
| 119 | Карпов, Пётр Фёдорович               | 1912-1979  | 1949            |
| 120 | Кимстач, Александр Карлович          | 1908-1982  | 1966            |
| 121 | Кирнова, Евдокия Гавриловна          | 1923-2004  | 1971            |
| 122 | Кислый, Антон Павлович               | 1909-1978  | 1952            |
| 123 | Клиточенко, Николай Николаевич       | 1911-1968  | 1949            |
| 124 | Кобзарь, Степан Андреевич            | 1929-1990  | 1971            |
| 125 | Коваленко, Николай Иванович          | 1928-2015? | 1981            |
| 126 | Колесников, Пётр Кондратьевич        | 1905-1997  | 1983            |
| 127 | Колесников, Пётр Фёдорович           | 1930-2020  | 1976            |
| 128 | Коломейцев, Василий Зиновеевич       | 1921-2009  | 1966            |
| 129 | Комарова, Надежда Сергеевна          | 1927-2018  | 1949            |
| 130 | Королева, Ксения Максимовна          | 1906-1992  | 1949            |
| 131 | Корсун, Стефан Макарович             | 1909-1984  | 1949            |
| 132 | Корсунова, Нина Гавриловна           | 1925-2006  | 1949            |
| 133 | Косолапова, Анастасия Ивановна       | 1913 -1979 | 1966            |
| 134 | Костенко, Павел Фёдорович            | 1923-1997  | 1973            |
| 135 | Костюхин, Пётр Иванович              | 1929-2010  | 1966            |
| 136 | Косьяненко, Надежда Ивановна         | 1912-1980  | 1951            |
| 137 | Котенко, Алексей Николаевич          | 1916-1986  | 1943            |
| 138 | Кравцов, Семён Иванович              | 1923-1985  | 1971            |
| 139 | Кривко, Михаил Максимович            | 1903-1972  | 1948            |
| 140 | Кудаченко, Варвара Степановна        | 1915-1999  | 1949            |
| 141 | Кулиш, Николай Максимович            | 1928-2007  | 1976            |
| 142 | Куприянова, Валентина Константиновна | 1930-2019  | 1985            |
| 143 | Кучеренко, Вера Прокофьевна          | 1930-2000  | 1966            |
| 144 | Лаврухина, Прасковья Филипповна      | 1939-1999  | 1973            |
| 145 | Ланцова, Анна Григорьевна            | 1925-1979  | 1976            |
| 146 | Левченко, Геннадий Иванович          | 1938-?     | 1991            |
| 147 | Лепетюхин, Виктор Никитович          | 1924-2012  | 1973            |
| 148 | Лилейченко, Алексей Трофимович       | 1938-2015  | 1973            |
| 149 | Ловянников, Николай Алексеевич       | 1925-2000  | 1966            |
| 150 | Логвиненко, Юрий Александрович       | 1920-1999  | 1971            |
| 151 | Ломинога, Владимир Михайлович        | 1936-2020  | 1986            |
| 152 | Лукашев, Филипп Леонидович           | 1929-2012  | 1966            |
| 153 | Лукьянченко, Андрей Анисимович       | 1923-2022  | 1971            |
| 154 | Лунев, Афанасий Афанасьевич          | 1920-2002  | 1950            |
| 155 | Лутай, Николай Владимирович          | 1911-1994  | 1971            |
| 156 | Ляшенко, Фёдор Иванович              | 1910-1985  | 1952            |
| 157 | Магражданова, Анастасия Тимофеевна   | 1928-2011  | 1949            |
| 158 | Мазуров, Константин Герасимович      | 1908-1981  | 1943            |
| 159 | Майсак, Иван Яковлевич               | 1905-1972  | 1948            |
| 160 | Малиев, Тимофей Иудович              | 1908-1973  | 1966            |
| 161 | Мамонов, Михаил Иванович             | 1917-2002  | 1981            |
| 162 | Мариненко, Иван Тарасович            | 1911-1977  | 1952            |
| 163 | Маркелов, Кирилл Семёнович           | 1937-1999  | 1979            |
| 164 | Марченко, Раиса Тимофеевна           | 1928-1972  | 1949            |
| 165 | Мацегора, Исидор Никифорович         | 1903-1957  | 1949            |
| 166 | Мирошниченко, Александр Владимирович | 1934-2007  | 1981            |
| 167 | Мирошниченко, Павел Дмитриевич       | 1935-1996  | 1973            |
| 168 | Михайличенко, Зинаида Захаровна      | 1925-2000  | 1949            |
| 169 | Мишаков, Семён Егорович              | 1902-?     | 1948            |
| 170 | Мищенко, Николай Алексеевич          | 1934-2014  | 1981            |
| 171 | Молчанов, Тимофей Митрофанович       | 1908-1974  | 1951            |
| 172 | Молчанова, Мария Гавриловна          | 1911-?     | 1949            |
| 173 | Моргунов, Михаил Авдеевич            | 1908-1999  | 1949            |
| 174 | Моргунов, Николай Николаевич         | 1930-1997  | 1971            |
| 175 | Мороз, Михаил Александрович          | 1905-1965  | 1949            |
| 176 | Мрыхина, Матрёна Абрамовна           | 1918-1992  | 1966            |
| 177 | Мяктинов, Пётр Сергеевич             | 1923-2006  | 1966            |
| 178 | Назаренко, Иван Петрович             | 1918-?     | 1953            |
| 179 | Назаров, Иван Степанович             | 1922-1997  | 1973            |
| 180 | Наугольный, Алексей Андреевич        | 1903-1979  | 1948            |
| 181 | Никоноров, Николай Тимофеевич        | 1927-?     | 1971            |
| 182 | Новикова, Мария Ефимовна             | 1935-2018  | 1974            |
| 183 | Новитченкова, Анна Ивановна          | 1921-1994  | 1966            |
| 184 | Носов, Иван Елизарович               | 1915-2002  | 1959            |
| 185 | Нудько, Трифон Васильевич            | 1904-1981  | 1952            |
| 186 | Овечко, Михаил Корнеевич             | 1911-1982  | 1966            |
| 187 | Ожерельев, Николай Васильевич        | 1920-2008  | 1984            |
| 188 | Олешко, Егор Григорьевич             | 1933-2016  | 1971            |
| 189 | Омельченко, Семён Архипович          | 1930-1995  | 1963            |
| 190 | Онуфриенко, Григорий Андреевич       | 1928-2012  | 1976            |
| 191 | Осипенко, Павел Ефимович             | 1919-1998  | 1971            |
| 192 | Пазюк, Иван Сергеевич                | 1913-1986  | 1949            |
| 193 | Панасевич, Борис Григорьевич         | 1908-1989  | 1967            |
| 194 | Парфиненко, Фёдор Петрович           | 1907-1995  | 1952            |
| 195 | Пархоменко, Родион Иосифович         | 1890-1962  | 1948            |
| 196 | Паршин, Анатолий Алексеевич          | 1923-2014  | 1986            |
| 197 | Пастухов, Марк Иванович              | 1915-1982  | 1966            |
| 198 | Переверзева, Нина Васильевна         | 1929-2022  | 1973            |
| 199 | Песков, Юрий Александрович           | 1936-2020  | 1986            |
| 200 | Петренко, Иван Фёдорович             | 1915-1994  | 1966            |
| 201 | Петренко, Николай Владимирович       | 1928-2015  | 1971            |
| 202 | Петров, Никита Фёдорович             | 1906-1982  | 1966            |
| 203 | Петрова, Мария Тихоновна             | 1911-2001  | 1966            |
| 204 | Плахов, Александр Павлович           | 1928-2000  | 1962            |
| 205 | Плотников, Григорий Павлович         | 1929-2006  | 1971            |
| 206 | Плугин, Иван Степанович              | 1913-1971  | 1949            |
| 207 | Поваренкин, Валентин Кириллович      | 1910-1973  | 1954            |
| 208 | Погорельцев, Владимир Сергеевич      | 1940-2016  | 1984            |
| 209 | Позняк, Алла Сергеевна               | 1936-2016  | 1986            |
| 210 | Поливанов, Фёдор Иванович            | 1923-1992  | 1973            |
| 211 | Половой, Николай Иванович            | 1925-1991  | 1973            |
| 212 | Полтавский, Иван Иванович            | 1928-2017  | 1973            |
| 213 | Полтавцев, Пётр Ефимович             | 1920-1988  | 1973            |
| 214 | Полторацкий, Федот Федотович         | 1914-1996  | 1949            |
| 215 | Поляков, Иван Тимофеевич             | 1923-1995  | 1974            |
| 216 | Пономаренко, Василий Арсентьевич     | 1915-1999  | 1971            |
| 217 | Посыльный, Иван Дмитриевич           | 1922-2005  | 1981            |
| 218 | Продан, Таисия Григорьевна           | 1922-2002  | 1951            |
| 219 | Прокопенко, Алексей Андреевич        | 1924—2005  | 1950            |
| 220 | Пронин, Василий Яковлевич            | 1913-1972  | 1958            |
| 221 | Пруцаков, Иван Алексеевич            | 1929-1990  | 1957            |
| 222 | Распопов, Георгий Ефимович           | 1931-2006  | 1973            |
| 223 | Родин, Георгий Петрович              | 1933-2016  | 1971            |
| 224 | Романченко, Валентина Мефодьевна     | 1920-2014  | 1947            |
| 225 | Руденко, Пётр Алексеевич             | 1928-2019  | 1982            |
| 226 | Рыбальченко, Василий Ефремович       | 1929-2008  | 1975            |
| 227 | Рябцев, Григорий Васильевич          | 1929-2004  | 1966            |
| 228 | Савичев, Виктор Иванович             | 1929-2012  | 1971            |
| 229 | Савченко, Иван Васильевич            | 1929-?     | 1966            |
| 230 | Савчук, Анна Антоновна               | 1910-1991  | 1966            |
| 231 | Сай, Алексей Григорьевич             | 1926-1997  | 1951            |
| 232 | Самоследов, Тихон Фёдорович          | 1909-1985  | 1966            |
| 233 | Сафронов, Виктор Иванович            | 1933-2015  | 1981            |
| 234 | Селютин, Ким Фёдорович               | 1925-1985  | 1966            |
| 235 | Семенихин, Демьян Васильевич         | 1902-1961  | 1957            |
| 236 | Семибратов, Андрей Миронович         | 1911-1995  | 1966            |
| 237 | Сергеев, Константин Николаевич       | 1932-?     | 1966            |
| 238 | Середа, Иван Иванович                | 1900-1954  | 1948            |
| 239 | Сивцов, Василий Платонович           | 1894-1973  | 1949            |
| 240 | Ситников, Александр Семёнович        | 1923-1994  | 1952            |
| 241 | Скляренко, Александр Иванович        | 1927-1987  | 1966            |
| 242 | Скнарев, Александр Григорьевич       | 1912-1988  | 1949            |
| 243 | Скобелева, Феодосия Павловна         | 1912-2008  | 1966            |
| 244 | Скрыпников, Иван Сидорович           | 1896-1956  | 1949            |
| 245 | Соломин, Михаил Осипович             | 1907-1984  | 1949            |
| 246 | Стоянов, Марк Семёнович              | 1906-1992  | 1948            |
| 247 | Сухорученко, Пётр Николаевич         | 1927-2009  | 1966            |
| 248 | Сурженко, Василий Тимофеевич         | 1928-2020  | 1957            |
| 249 | Табаченко, Павел Павлович            | 1929-2002  | 1957            |
| 250 | Тарасенко, Николай Лаврентьевич      | 1933-1997  | 1977            |
| 251 | Татарова, Антонина Ивановна          | 1931-2008  | 1971            |
| 252 | Теплухин, Василий Елизарович         | 1933-2011  | 1973            |
| 253 | Тихомирова, Любовь Андреевна         | 1936-2018  | 1975            |
| 254 | Тищенко, Фёдор Демидович             | 1912-1993  | 1971            |
| 255 | Ткачев, Василий Иванович             | 1912-1993  | 1966            |
| 256 | Ткаченко, Виктор Ильич               | 1931-1975  | 1971            |
| 257 | Токарев, Яков Кузьмич                | 1909-1984  | 1948            |
| 258 | Толстенев, Владимир Егорович         | 1909-1981  | 1966            |
| 259 | Троценко, Николай Архипович          | 1918-1995  | 1957            |
| 260 | Труфанова, Прасковья Тихоновна       | 1918-1997  | 1966            |
| 261 | Туманов, Евгений Николаевич          | 1929-1998  | 1971            |
| 262 | Тюфтяков, Павел Трофимович           | 1911-1964  | 1948            |
| 263 | Удовиченко, Василий Яковлевич        | 1925-2002  | 1973            |
| 264 | Уланов, Константин Егорович          | 1929-2003  | 1981            |
| 265 | Улесов, Алексей Александрович        | 1916-1997  | 1952            |
| 266 | Урусов, Владислав Григорьевич        | 1927-2001  | 1971            |
| 267 | Усков, Алексей Алексеевич            | 1902-1984  | 1948            |
| 268 | Фаустов, Пётр Иванович               | 1922-1973  | 1966            |
| 269 | Фокина, Людмила Ивановна             | 1931-2006  | 1971            |
| 270 | Фоменко, Владимир Агафонович         | 1927-1991  | 1966            |
| 271 | Фомин, Тимофей Алексеевич            | 1922-2008  | 1953            |
| 272 | Харламов, Григорий Алексеевич        | 1907-1985  | 1971            |
| 273 | Харченко, Александра Ивановна        | 1921-1986  | 1971            |
| 274 | Харченко, Иван Петрович              | 1904-1979  | 1949            |
| 275 | Харченко, Пётр Иванович              | 1938-1977  | 1976            |
| 276 | Хижниченко, Илья Михайлович          | 1909-1992? | 1948            |
| 277 | Хижняченко, Пётр Евгеньевич          | 1907-1992? | 1957            |
| 278 | Цыганок, Василий Иванович            | 1911-1993  | 1952            |
| 279 | Черноусова, Мария Александровна      | 1925-?     | 1976            |
| 280 | Чернышов, Степан Ильич               | 1926-2004  | 1971            |
| 281 | Чехлотенко, Николай Ильич            | 1928-2014  | 1973            |
| 282 | Чих, Михаил Павлович                 | 1921-1998  | 1971, 1983      |
| 283 | Чумаченко, Дмитрий Михайлович        | 1912-1989  | 1971            |
| 284 | Шавырин, Анатолий Тихонович          | 1907-1997  | 1967            |
| 285 | Шамрай, Степан Иванович              | 1922-2022  | 1971            |
| 286 | Шаповалов, Карп Гаврилович           | 1914-2009  | 1951            |
| 287 | Шахов, Михаил Иосифович              | 1922-1987  | 1953            |
| 288 | Шахунова, Евдокия Ивановна           | 1917-1999  | 1966            |
| 289 | Шварц, Александр Кондратьевич        | 1912-1982  | 1966            |
| 290 | Шевцов, Павел Семёнович              | 1927-1967  | 1958            |
| 291 | Шелудько, Сергей Куприянович         | 1899-1979  | 1949            |
| 292 | Шибко, Ефим Фёдорович                | 1906-1961  | 1949            |
| 293 | Шипика, Пётр Васильевич              | 1927-1990  | 1951            |
| 294 | Шкондыбин, Иван Ефремович            | 1910-1989  | 1966            |
| 295 | Шкурко, Георгий Захарович            | 1913-2002  | 1949            |
| 296 | Шлепов, Александр Васильевич         | 1901-1987  | 1969            |
| 297 | Шолохов, Михаил Александрович        | 1905-1984  | 1967, 1980      |
| 298 | Шульга, Тихон Григорьевич            | 1909-1982  | 1949            |
| 299 | Шульгин, Алексей Яковлевич           | 1928-1985  | 1967            |
| 300 | Шумаков, Борис Аполлонович           | 1889-1979  | 1969            |
| 301 | Шумеева, Любовь Александровна        | 1918-1994  | 1971            |
| 302 | Щербинский, Афанасий Васильевич      | 1907-1997  | 1952            |
| 303 | Юрицина, Варвара Дмитриевна          | 1926-2006  | 1948            |
| 304 | Ямнов, Василий Васильевич            | 1931-2000  | 1973            |